# Campionati del mondo di atletica leggera 2011 - Salto con l'asta maschile
Il salto con l'asta maschile ai campionati del mondo di atletica leggera 2011 si è tenuto il 27 ed il 29 agosto. Gli standard di qualificazione erano di 5,72 m (standard A) e 5,60 m (B).

## Programma
| Date           | Tempo | Evento         |
| -------------- | ----- | -------------- |
| 27 agosti 2011 | 10:40 | Qualificazione |
| 29 agosto 2011 | 19:25 | Finale         |

## Risultati

### Qualificazioni
Va in finale chi passa la misura di 5.70 (Q) o rientra tra i primi 12.
| Pos | Gruppo | Nome                   | Nazione       | 5.20 | 5.35 | 5.50 | 5.60 | 5.65 | Ris  | Note |
| --- | ------ | ---------------------- | ------------- | ---- | ---- | ---- | ---- | ---- | ---- | ---- |
| 1   | A      | Romain Mesnil          | Francia       | -    | -    | o    | -    | o    | 5.65 | q    |
| 1   | A      | Konstadínos Filippídis | Grecia        | -    | o    | o    | o    | o    | 5.65 | q    |
| 1   | A      | Dmitry Starodubtsev    | Russia        | -    | o    | o    | o    | o    | 5.65 | q    |
| 1   | B      | Lázaro Borges          | Cuba          | -    | o    | o    | o    | o    | 5.65 | q    |
| 1   | B      | Renaud Lavillenie      | Francia       | -    | -    | o    | -    | o    | 5.65 | q    |
| 6   | A      | Fábio Gomes da Silva   | Brasile       | -    | -    | o    | xo   | o    | 5.65 | q    |
| 6   | A      | Malte Mohr             | Germania      | -    | -    | xo   | o    | o    | 5.65 | q    |
| 8   | A      | Mateusz Didenkow       | Polonia       | -    | o    | o    | o    | xo   | 5.65 | q    |
| 9   | B      | Jeremy Scott           | Stati Uniti   | -    | o    | o    | o    | -    | 5.60 | q    |
| 10  | B      | Łukasz Michalski       | Polonia       | -    | o    | xo   | o    | x-   | 5.60 | q    |
| 10  | B      | Derek Miles            | Stati Uniti   | -    | o    | xo   | o    | -    | 5.60 | q    |
| 12  | A      | Daichi Sawano          | Giappone      | -    | -    | o    | xxx  |      | 5.50 | q    |
| 12  | A      | Paweł Wojciechowski    | Polonia       | -    | o    | o    | xxx  |      | 5.50 | q    |
| 12  | B      | Jan Kudlička           | Rep. Ceca     | -    | o    | o    | xxx  |      | 5.50 | q    |
| 12  | B      | Steven Lewis           | Gran Bretagna | o    | o    | o    | xxx  |      | 5.50 | q    |
| 12  | B      | Igor Bychkov           | Spagna        | o    | -    | o    | x-   | xx   | 5.50 | q    |
| 17  | A      | Alhaji Jeng            | Svezia        | -    | xo   | o    | xxx  |      | 5.50 |      |
| 18  | B      | Jérôme Clavier         | Francia       | -    | o    | xo   | -    | xxx  | 5.50 |      |
| 18  | B      | Yevgeny Lukyanenko     | Russia        | -    | o    | xo   | xxx  |      | 5.50 |      |
| 20  | A      | Raphael Holzdeppe      | Germania      | -    | -    | xxo  | xxx  |      | 5.50 |      |
| 21  | B      | Giovanni Lanaro        | Messico       | -    | xo   | xxo  | xxx  |      | 5.50 |      |
| 22  | A      | Mark Hollis            | Stati Uniti   | -    | o    | xxx  |      |      | 5.35 |      |
| 22  | B      | Denys Yurchenko        | Ucraina       | -    | o    | xxx  |      |      | 5.35 |      |
| 24  | A      | Jere Bergius           | Finlandia     | -    | xo   | -    | xxx  |      | 5.35 |      |
| 24  | B      | Karsten Dilla          | Germania      | -    | xo   | -    | xxx  |      | 5.35 |      |
| 26  | B      | Kim Yoo-suk            | Corea del Sud | o    | xxx  |      |      |      | 5.20 |      |
| NCL | A      | Steven Hooker          | Australia     | -    | -    | xxx  |      |      | nm   |      |
| NCL | A      | Edi Maia               | Portogallo    | xxx  |      |      |      |      | nm   |      |

### Finale
| Pos. | Nome                   | Nazione       | 5.50 | 5.65 | 5.75 | 5.85 | 5.90 | 5.95 | Ris  | Note                                     |
| ---- | ---------------------- | ------------- | ---- | ---- | ---- | ---- | ---- | ---- | ---- | ---------------------------------------- |
| 1    | Paweł Wojciechowski    | Polonia       | o    | o    | o    | x-   | xo   | xxx  | 5.90 |                                          |
| 2    | Lázaro Borges          | Cuba          | o    | o    | xxo  | o    | xxo  | xxx  | 5.90 | Record nazionale                         |
| 3    | Renaud Lavillenie      | Francia       | -    | o    | o    | o    | xxx  |      | 5.85 |                                          |
| 4    | Łukasz Michalski       | Polonia       | o    | o    | xo   | o    | xxx  |      | 5.85 | Miglior prestazione personale            |
| 5    | Malte Mohr             | Germania      | o    | xo   | o    | xxo  | xxx  |      | 5.85 |                                          |
| 6    | Konstadínos Filippídis | Grecia        | o    | xo   | xo   | xxx  |      |      | 5.75 | Record nazionale                         |
| 7    | Mateusz Didenkow       | Polonia       | xo   | xo   | xxo  | xxx  |      |      | 5.75 | =                                        |
| 8    | Fábio Gomes da Silva   | Brasile       | xo   | o    | xxx  |      |      |      | 5.65 |                                          |
| 9    | Jan Kudlička           | Rep. Ceca     | o    | xo   | xxx  |      |      |      | 5.65 | Miglior prestazione personale stagionale |
| 9    | Steven Lewis           | Gran Bretagna | o    | xo   | xxx  |      |      |      | 5.65 | Miglior prestazione personale stagionale |
| 9    | Jeremy Scott           | Stati Uniti   | o    | xo   | xxx  |      |      |      | 5.65 |                                          |
| 12   | Dmitry Starodubtsev    | Russia        | xo   | xo   | xxx  |      |      |      | 5.65 |                                          |
| 13   | Derek Miles            | Stati Uniti   | o    | xxo  | xxx  |      |      |      | 5.65 |                                          |
| 14   | Daichi Sawano          | Giappone      | xo   | xxo  | xxx  |      |      |      | 5.65 | Miglior prestazione personale stagionale |
| NCL  | Romain Mesnil          | Francia       | -    | xxx  |      |      |      |      | nm   |                                          |
| NCL  | Igor Bychkov           | Spagna        | xxx  |      |      |      |      |      | nm   |                                          |